# 国土防空
国土防空（こくどぼうくう）とは、国土を客体とする防空活動。国、時代によって国土防空の戦略は異なる。

## 概要
経空脅威の撃墜には、発見・捕捉・追尾・撃破の4段階のステップを踏むことになる。第一次世界大戦では要撃機をどのように管制してこれらのステップを効率的に遂行させるかについて試行錯誤が繰り返されたが、後期には、対空監視員の視覚・聴覚によって得た情報を電話によって管制所に集約し、作戦を立案したうえで無線機によって戦闘機に指示を伝えるという方式が登場し、航空警戒管制組織の萌芽となった。戦間期には、目標の発見手法として聴音機が重視されていたが、1930年代頃より各国でレーダーの研究が進み、特にイギリスは早くから国土防空での活用を模索して、第二次世界大戦におけるバトル・オブ・ブリテンでその成果が生かされた。
日本軍では、陸軍が重要都市、工業地帯を主体とする国土全般を受け持ち、海軍は軍港、要港や主な港湾など関係施設に対する局地防空を担当していた。基本的には終戦までこの方針が保たれている。当時の仮想敵国は、中国大陸での決戦に主眼を置く陸軍はソビエト連邦を警戒しており、洋上での艦隊決戦が基本戦略の海軍はアメリカ合衆国を最大の敵とみなしていた。その対処の方法は、来襲する敵を防ぐという消極防空ではなく、開戦と同時に奇襲攻撃で敵の基地や軍港を潰し、敵を空襲可能な範囲から追い出すという積極防空であった。1941年7月12日には防空総司令部が創設され、その後まもなく国土防空作戦計画要綱が作成された。
1941年の真珠湾攻撃を経験したアメリカでは、高速の航空機に対しては領空侵犯が起きてから対処していては間に合わないことが強く意識されるようになり、1950年に領空の外側に防空識別圏（ADIZ）を設定して、航空機に対して位置報告と飛行計画の提出を義務付けたが、これは他国でも模倣された。また大戦末期のジェット機の登場で対応の迅速化が急務となったほか、冷戦の始まりとともに核兵器の脅威が重大問題となり、より高性能な早期警戒レーダーの配備が進むとともに、アメリカの半自動式防空管制組織（SAGE）を端緒として、航空警戒管制組織の自動化・システム化が急がれた。また戦闘機を補完する長射程の対空兵器として地対空ミサイル（SAM）が登場し、アメリカ陸軍は1953年よりナイキ・エイジャックスを、また1959年にはアメリカ空軍もボマークを配備した。なおSAMは野戦防空にも用いられることから、アメリカ空軍が独立する際にSAMの運用を陸・空軍のどちらが担当するかが問題となったが、議論の結果、野戦防空用のものは陸軍、地域防空用のものは空軍と、両者で分担することになった。
連合国軍占領下の日本ではアメリカ空軍が国土防空を担っていたことから、アメリカ合衆国本土と同様にADIZが設定された。これは独立後も踏襲されたほか、レーダーサイトなどによる監視も航空自衛隊により引き継がれていき、1958年からは戦闘機の警戒待機（アラート）も開始され、必要に応じてスクランブル（対領空侵犯措置）を行うようになった。当初は陸上自衛隊の所属として導入計画が進んでいたナイキについても、航空警戒管制組織との連携が必要であることから、1962年の決定に基づいて空自に移管され、飛行部隊とともにアラート部隊の一翼を担った。その後、ナイキJを経て、1989年よりパトリオットミサイルの導入が開始された。一方、基地など拠点の防空のためには、陸自に準じた対空機関砲や短射程SAMの配備も行われている。

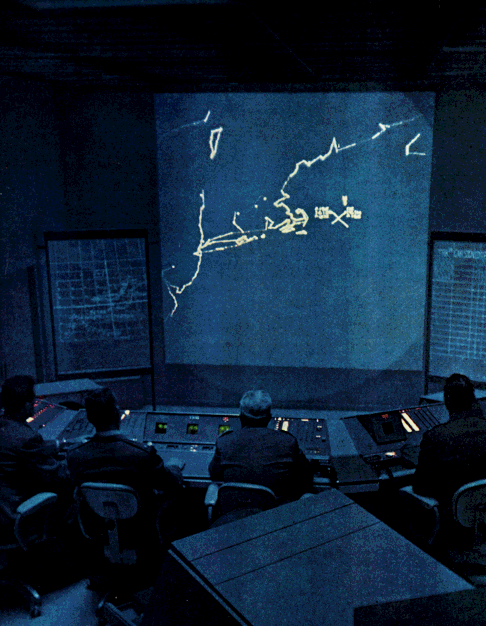
SAGEの管制室
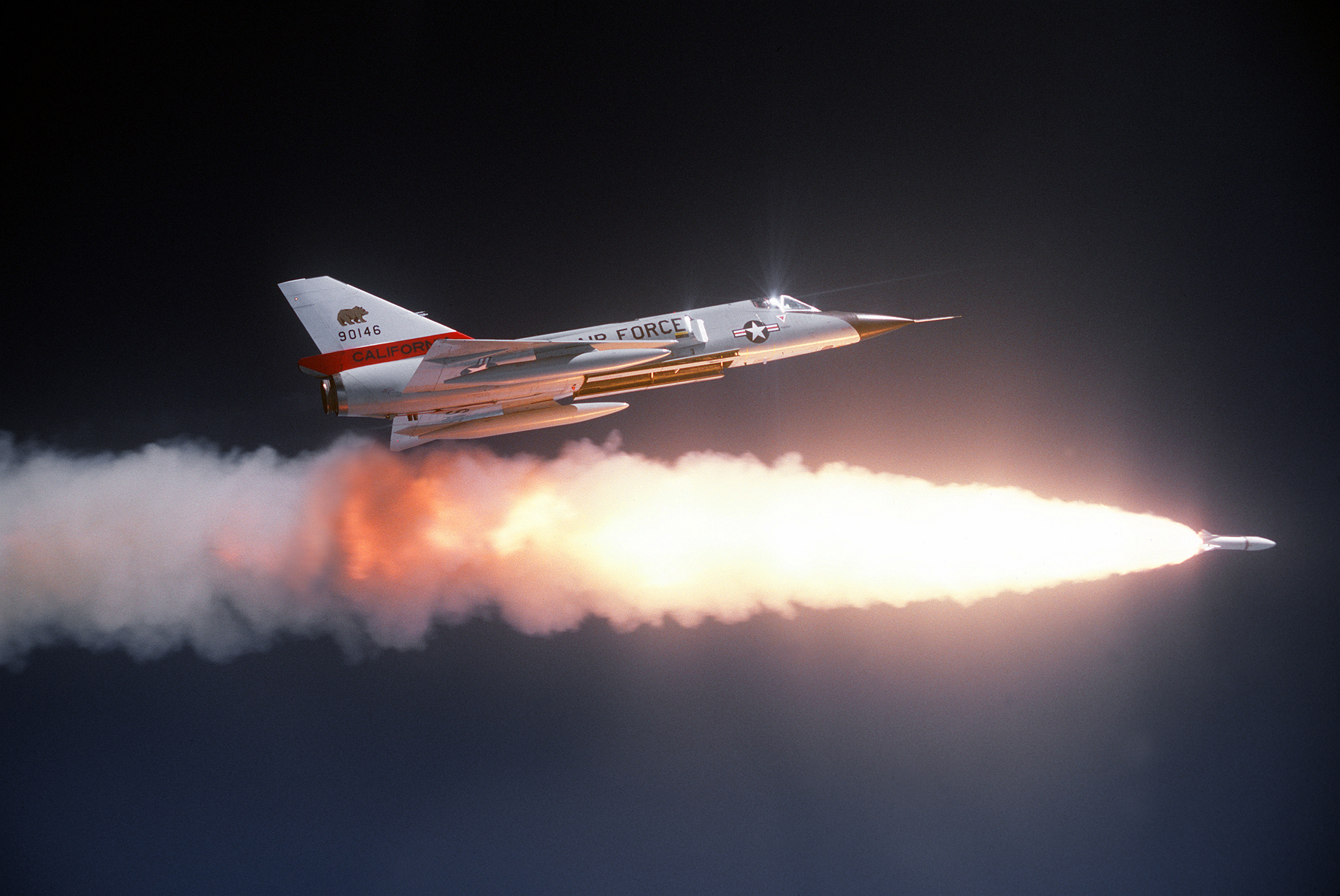
ジニーを発射するF-106
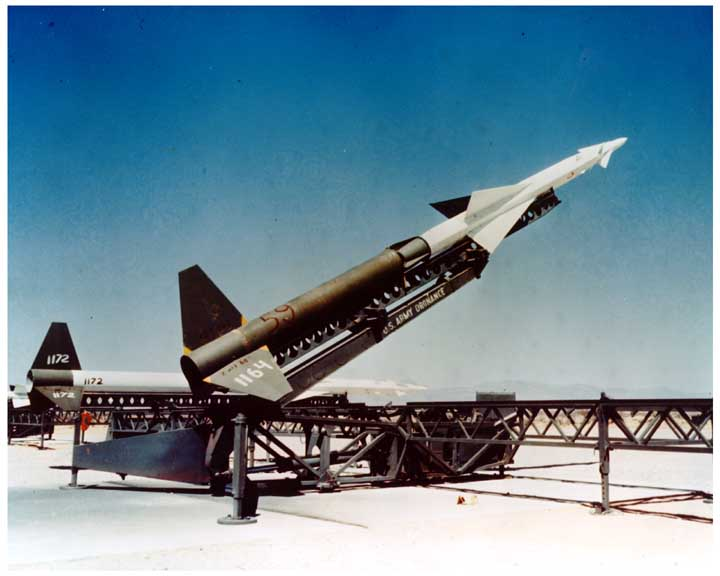
発射機上のナイキ・エイジャックス